# В водовороте
«В водоворо́те» — роман Алексея Писемского, написанный в 1870 году и впервые напечатанный в журнале «Беседа» (№ 1-6, 1871). Первоначально пренебрежительно принятый критиками демократического лагеря как ещё один «анти-нигилистический» роман (наряду со «Знамением времени» Даниила Мордовцева и «Истории одного товарищества» Николая Бажина, оба в 1869 году), направленный на дискредитацию революционного движения, позднее был признан одним из самых сложных произведений Писемского.
Лев Толстой хвалил «В водовороте» за его композиционную сложность, в то время как Николай Лесков считал его лучшим из романов Писемского.